# Nihonsoki

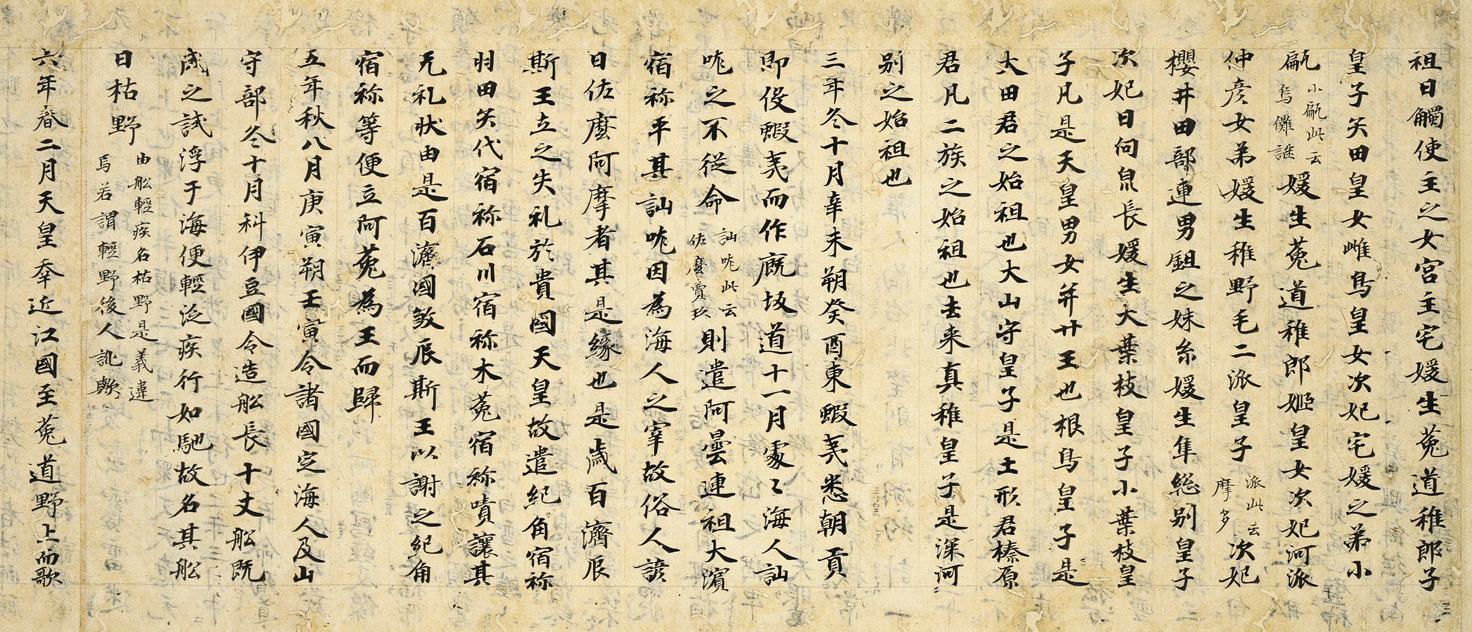
Részlet a Nihonsoki egyik Heian-kori példányából.

A Nihonsoki (japánul: 日本書紀, Hepburn-átírással: Nihonshoki, magyarul: Japán krónikája) vagy Nihongi (japánul: 日本紀, magyarul: Japán krónika) japán történelemkönyv, a Kodzsikivel együtt a japán történelem két klasszikus krónikájának egyike. Bár a Kodzsiki régebben született, mint a Nihonsoki, a kettő közül a Nihonsoki a pontosabb és részletesebb. A Nihonsoki Japán őstörténetének leghiánytalanabb áttekintését nyújtja, így az évek során a történészek és a régészek számára nélkülözhetetlen történelmi forrásá vált.
A krónikát  i. sz. 720-ban fejezték be. Véglegesítését Toneri herceg, Temmu császár fia felügyelte, és nagyban segítette Ó no Jaszumaro, korabeli nemes és a Kodzsiki egyik főszerkesztője. A Nihonsokit Gensó császárnőnek ajánlották.

## Keletkezés és tartalom
Végleges formája 720-ban született meg Tonari herceg szerkesztői felügyelete alatt, Ó no Jaszumaro segítségével. Császári parancsra készült, célja a központi császári hatalom megerősítése volt. A történetek megerősítik a népet abban a tudatban, hogy a császáruk isteni eredetű.
Kínai nyelven jegyezték le, a Japánban zajló eseményeket egészen 697-ig, Dzsitó császárnő (ur. 686-697) uralkodásának végéig követi. Formája történeti jellegű írás pontos dátumozással és nevekkel. Forrásait tekintve kínai és koreai feljegyzések adatait is tartalmazza, ebből következően nem csak a szigetországbeli, hanem az azon kívül zajló eseményekről is szót ejt. A kínai hatások erősen kivehetőek, ezt mutatja a kínai írás, a forma, és utalás pl. a konfuciánus elvekre.

## Fejezetek
30 fejezetből áll.
Az első fejezet mitológiai hangvételű, a teremtésmítoszt meséli el: a Japán szigeteket istenek hozták létre, akik közül kettő - A férfi Izanagi és a női Izanami - alászállt az égből, hogy a feladatot elvégezze. Ők hozták létre a többi kami-t (istenek vagy természetfeletti erők) is, akik a tengert, folyókat, szelet, fákat és hegyeket befolyásolják. Ezek közül két istenség, a Napistennő, Amateraszu Ómikami, és bátyja, a Vihar Istene háborúztak egymás ellen, amelyből Amateraszu emelkedett ki győztesként. Tőle származtatják magukat a japán császárok. Az ő leszármazottja Dzsinmu, az első császár, a Dzsinmut követő uralkodók pedig szintén az ő leszármazottai.
A további fejezetek a császárokról szólnak. A hangsúly nem a történelmi tényeken, hanem a császárok tettein, az erkölcsös uralkodó érdemein, a rossz uralkodó hibáin van. Más országokkal való diplomáciai kapcsolatokat is leír.
Fejezetek:
- 1. fejezet: Kami no Yo no Kami no maki
- 2. fejezet: Kami no Yo no Shimo no maki
- 3. fejezet:(Dzsinmu császár) Kan'yamato Iwarebiko no Sumeramikoto
- 4. fejezet:
  - (Szuizei császár) Kamu Nunakawamimi no Sumeramikoto
  - (Annei japán császár) Shikitsuhiko Tamatemi no Sumeramikoto
  - (Itoku japán császár) Ōyamato Hikosukitomo no Sumeramikoto
  - (Kósó császár) Mimatsuhiko Sukitomo no Sumeramikoto
  - (Kóan japán császár) Yamato Tarashihiko Kuni Oshihito no Sumeramikoto
  - (Kórei császár) Ōyamato Nekohiko Futoni no Sumeramikoto
  - (Kógen japán császár) Ōyamato Nekohiko Kunikuru no Sumeramikoto
- 5. fejezet: (Szudzsin császár) Mimaki Iribiko Iniye no Sumeramikoto
- 6. fejezet: (Szuinin császár) Ikume Iribiko Isachi no Sumeramikoto
- 7. fejezet:
  - ( Keiko császár) Ōtarashihiko Oshirowake no Sumeramikoto
  - (Szeimu császár) Waka Tarashihiko no Sumeramikoto
- 8. fejezet: (Csúai császár) Tarashi Nakatsuhiko no Sumeramikoto
- 9. fejezet: (Dzsingú császárnő) Okinaga Tarashihime no Mikoto
- 10. fejezet: (Ódzsin császár) Homuda no Sumeramikoto
- 11. fejezet: (Nintoku császár) Ōsasagi no Sumeramikoto
- 12. fejezet:
  - (Ricsú császár) Izahowake no Sumeramikoto
  - (Hanzei császár) Mitsuhawake no Sumeramikoto
- 13. fejezet:
  - (Ingjó császár) Oasazuma Wakugo no Sukune no Sumeramikoto
  - (Ankó császár) Anaho no Sumeramikoto
- 14. fejezet: (Júrjaku császár) Ōhatsuse no Waka Takeru no Sumeramikoto
- 15. fejezet:
  - (Szeinei császár) Shiraka no Take Hirokuni Oshi Waka Yamato Neko no Sumeramikoto
  - (Kenzó császár) Woke no Sumeramikoto
  - (Ninken császár) Oke no Sumeramikoto
- 16. fejezet: (Burecu császár) Ohatsuse no Waka Sasagi no Sumeramikoto
- 17. fejezet: (Keitai császár) Ōdo no Sumeramikoto
- 18. fejezet:
  - (Ankan császár) Hirokuni Oshi Take Kanahi no Sumeramikoto
  - (Szenka császár) Take Ohirokuni Oshi Tate no Sumeramikoto
- 19. fejezet: (Kimmei császár) Amekuni Oshiharaki Hironiwa no Sumeramikoto
- 20. fejezet: (Bidacu császár) Nunakakura no Futo Tamashiki no Sumeramikoto
- 21. fejezet:
  - (Jómei császár) Tachibana no Toyohi no Sumeramikoto
  - (Szusun császár) Hatsusebe no Sumeramikoto
- 22. fejezet: (Szuiko császárnő) Toyomike Kashikiya Hime no Sumeramikoto
- 23. fejezet: (Dzsomei császár) Okinaga Tarashi Hihironuka no Sumeramikoto
- 24. fejezet: (Kógjoku császárnő) Ame Toyotakara Ikashi Hitarashi no Hime no Sumeramikoto
- 25. fejezet: (Kótoku császár) Ame Yorozu Toyohi no Sumeramikoto
- 26. fejezet: (Szaimei császárnő) Ame Toyotakara Ikashi Hitarashi no Hime no Sumeramikoto
- 27. fejezet: (Tendzsi császár) Ame Mikoto Hirakasuwake no Sumeramikoto
- 28. fejezet: (Temmu császár, 1. rész) Ama no Nunakahara Oki no Mahito no Sumeramikoto, Kami no maki
- 29. fejezet: (Temmu császár, 2. rész) Ama no Nunakahara Oki no Mahito no Sumeramikoto, Shimo no maki
- 30. fejezet: (Dzsitó császárnő) Takamanohara Hirono Hime no Sumeramikoto
  - (Kaika császár) Wakayamato Nekohiko Ōbibi no Sumeramikoto

## Nihonsoki hasonlóságai aKodzsikivel
A Nihonsoki 7 évvel a Kodzsiki után készült el, és rögtön népszerűbbé vált elődjénél. A két mű között rengeteg hasonlóság és átfedés van, azonban a Kodzsikit inkább vallási, a Nihonsokit pedig történelmi szövegként kezelik. Mindkettőhöz ugyanazokat a forrásokat használták fel (Császári feljegyzések (Teiki 帝紀), Ősi mitológia (Kudzsi 旧辞), Teremtéstörténet (Hondzsi 本辞) de a Nihonsoki ezeken kívül kínai és koreai feljegyzéseket is használt, és jóval hosszabb mint a másik. Jobban érvényesül benne a kínai hatás is.